# Parchi nazionali del Kenya
Tra le aree protette del Kenya, queste hanno il rango di parchi nazionali:

| Nome                                      | Tipologia       | Anno di istituzione | Superficie (ha) | Localizzazione                                              | Immagine |
| ----------------------------------------- | --------------- | ------------------- | --------------- | ----------------------------------------------------------- | -------- |
| Parco nazionale di Aberdare               | Parco nazionale | 1950                | 76.600          | Mappa di localizzazione: Kenya · Parchi nazionali del Kenya |          |
| Parco nazionale di Amboseli               | Parco nazionale | 1974                | 39.200          | Mappa di localizzazione: Kenya · Parchi nazionali del Kenya |          |
| Parco nazionale di Arabuko Sokoke         | Parco nazionale | 1990                | 600             | Mappa di localizzazione: Kenya · Parchi nazionali del Kenya |          |
| Parco nazionale di Central Island         | Parco nazionale | 1982                | 500             | Mappa di localizzazione: Kenya · Parchi nazionali del Kenya |          |
| Parco nazionale delle Colline Chyulu      | Parco nazionale | 1983                | 74.100          | Mappa di localizzazione: Kenya · Parchi nazionali del Kenya |          |
| Parco nazionale di Hell's Gate            | Parco nazionale | 1984                | 6.825           | Mappa di localizzazione: Kenya · Parchi nazionali del Kenya |          |
| Parco nazionale marino di Kisite-Mpunguti | Parco marino    | 1973                | 3.900           | Mappa di localizzazione: Kenya · Parchi nazionali del Kenya |          |
| Parco nazionale di Kora                   | Parco nazionale | 1989                | 178.800         | Mappa di localizzazione: Kenya · Parchi nazionali del Kenya |          |
| Parco nazionale del Lago Nakuru           | Parco nazionale | 1961                | 18.800          | Mappa di localizzazione: Kenya · Parchi nazionali del Kenya |          |
| Parco nazionale marino di Malindi         | Parco marino    | 1968                | 21.300          | Mappa di localizzazione: Kenya · Parchi nazionali del Kenya |          |
| Parco nazionale di Malka Mari             | Parco nazionale | 1989                | 87.600          | Mappa di localizzazione: Kenya · Parchi nazionali del Kenya |          |
| Parco nazionale di Marsabit               | Parco nazionale | 1949                | 155.400         | Mappa di localizzazione: Kenya · Parchi nazionali del Kenya |          |
| Parco nazionale di Meru                   | Parco nazionale | 1966                | 87.044          | Mappa di localizzazione: Kenya · Parchi nazionali del Kenya |          |
| Parco nazionale marino di Mombasa         | Parco marino    | 1986                | 1.000           | Mappa di localizzazione: Kenya · Parchi nazionali del Kenya |          |
| Parco nazionale del Monte Elgon           | Parco nazionale | 1968                | 12.7900         | Mappa di localizzazione: Kenya · Parchi nazionali del Kenya |          |
| Parco nazionale del Monte Kenya           | Parco nazionale | 1949                | 71.500          | Mappa di localizzazione: Kenya · Parchi nazionali del Kenya |          |
| Parco nazionale del Monte Longonot        | Parco nazionale | 1983                | 5.200           | Mappa di localizzazione: Kenya · Parchi nazionali del Kenya |          |
| Parco nazionale di Nairobi                | Parco nazionale | 1946                | 11.721          | Mappa di localizzazione: Kenya · Parchi nazionali del Kenya |          |
| Parco nazionale di Ol Donyo Sabuk         | Parco nazionale | 1967                | 2.070           | Mappa di localizzazione: Kenya · Parchi nazionali del Kenya |          |
| Parco nazionale di Ruma                   | Parco nazionale | 1983                | 12.000          | Mappa di localizzazione: Kenya · Parchi nazionali del Kenya |          |
| Parco nazionale di Saiwa Swamp            | Parco nazionale | 1974                | 290             | Mappa di localizzazione: Kenya · Parchi nazionali del Kenya |          |
| Parco nazionale di Sibiloi                | Parco nazionale | 1973                | 157.085         | Mappa di localizzazione: Kenya · Parchi nazionali del Kenya |          |
| Parco nazionale dello Tsavo occidentale   | Parco nazionale | 1948                | 960.500         | Mappa di localizzazione: Kenya · Parchi nazionali del Kenya |          |
| Parco nazionale dello Tsavo orientale     | Parco nazionale | 1948                | 1.174.700       | Mappa di localizzazione: Kenya · Parchi nazionali del Kenya |          |
| Parco nazionale marino di Watamu          | Parco marino    | 1968                | 1.000           | Mappa di localizzazione: Kenya · Parchi nazionali del Kenya |          |